# Ordre de Manuel Amador Guerrero
L'ordre de Manuel Amador Guerrero (en espagnol : Orden de Manuel Amador Guerrero) est la plus haute distinction honorifique du Panama.

## Histoire
Cet ordre a été établi le jour du 50e anniversaire de l'indépendance du Panama, le 29 octobre 1953. Il a été nommé en l'honneur du premier président de la République du Panama Manuel Amador Guerrero.

## Rubans
| Rubans     | Rubans         | Rubans      | Rubans  |
| ---------- | -------------- | ----------- | ------- |
| Commandeur | Grand officier | Grand-croix | Collier |

## Quelques Personnalités honorées

### Collier
- Élisabeth II, reine du pays le 29 novembre 1953
- Josip Broz Tito, président de la République fédérative socialiste de Yougoslavie, le 15 mars 1976
- Juan Carlos Ier, roi d'Espagne, le 16 septembre 1977

### Grand-croix
- Philip Mountbatten, duc d'Édimbourg, prince consort
- Howard Baker, 2001
- Théophile III de Jérusalem, le 1er juin 2012

### Grand officier
- Dwight D. Eisenhower
- Sean Connery